# Dusona bicolor
Dusona bicolor là một loài tò vò trong họ Ichneumonidae.